# Louis Gobet
Louis Gobet (nascido em 28 de outubro de 1908, data da morte desconhecida) foi um futebolista suíço. Ele competiu na Copa do Mundo FIFA de 1934, sediada na Itália, na qual a seleção de seu país terminou na sétima colocação dentre os 16 participantes.